# Margareta a Ungariei

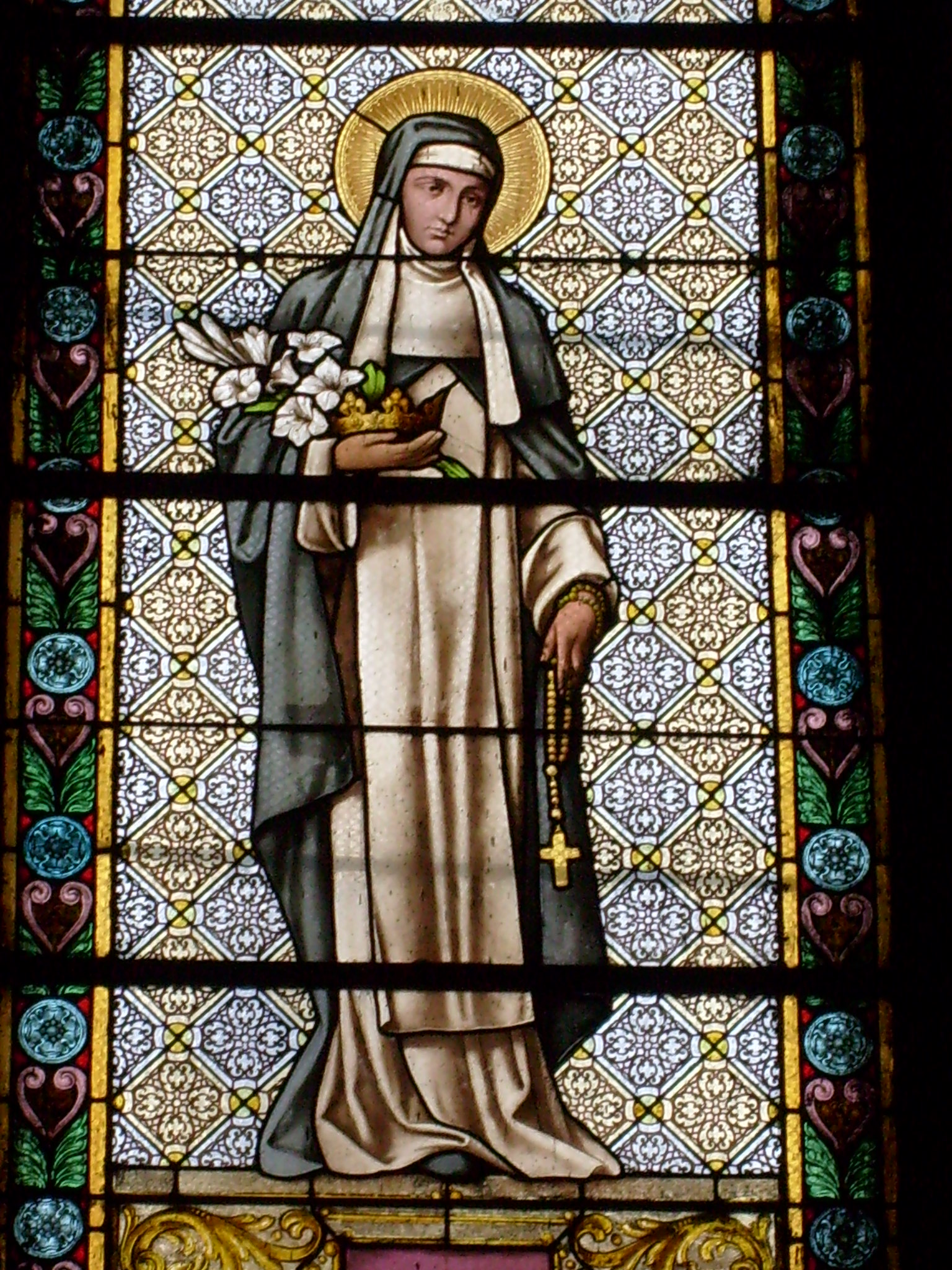
Biserica Minoriților din Cluj, vitraliu cu Sf. Margareta a Ungariei (sfârșitul sec. al XIX-lea).

Margareta a Ungariei (n. 1242, Klis, Croația - d. 18 ianuarie 1270, Insula Margareta, Regatul Ungariei) a fost fiica regelui Béla al IV-lea, din dinastia arpadiană. Mama ei a fost Maria Lascaris, fiica împăratului bizantin Teodor Lascaris.
Având-o drept model pe mătușa ei, Elisabeta de Turingia, Margareta s-a dedicat de asemenea ajutorării săracilor și bolnavilor.
De tânără a intrat în ramura feminină a ordinului dominican. În mănăstire a purtat hainele obișnuite ale călugărițelor, fără vreun detaliu vestimentar care să arate descendența ei regală. A murit la vârsta de 28 de ani.
A fost venerată ca sfântă încă din timpul vieții. A fost beatificată în anul 1789 și canonizată în 1943.
Insula Margareta, Podul Margareta și Biserica Sfânta Margareta⁠(fr)[traduceți], toate din Budapesta, îi poartă numele.